# Homoneura binotata
Homoneura binotata är en tvåvingeart som beskrevs av Kim 1994. Homoneura binotata ingår i släktet Homoneura och familjen lövflugor. Inga underarter finns listade i Catalogue of Life.